# Марашки пролом
Марашкият пролом е пролом на река Мараш (десен приток на Мочурица, от басейна на Тунджа) в Източна България, в Източна Стара планина, между планината Гребенец на запад, и Терзийски баир на изток в Община Стралджа, Ямболска област. Свързва на западната част на Сунгурларското поле на север със Сливенското поле на юг.
Проломът е с епигенетичен произход и е с дължина около 7 km, ширина от 100 до 300 m, а средната му надморската височина е около 195 m. Всечен е сенонски мергелно-песъчливи пластове, като склоновете му са сравнително полегати.
Започва на около 4 km югозападно от село Пъдарево на 227 m н.в. и се насочва на югоизток, а след това на юг. В средата на пролома средната му надморската височина е около 195 m. Завършва на около 800 m северно от пътния възел „Петолъчката“ на около 166 m н.в.
Проломът е лесно проходим и по целия му десен (западен) долинен склон преминава участък от 6,4 km от първокласния Републикански път I-7 Силистра – Шумен – Ямбол – ГКПП Лесово - Хамзабейли (от km 230,4 до km 236,8).
В повечето от географските източници Марашкият пролом се идентифицира с Марашкия проход между двете планина на Източна Стара планина.

## Топографска карта
- Лист от карта K-35-42. Мащаб: 1 : 100 000.
- Лист от карта K-35-42. Мащаб: 1 : 100 000.